# Anne Killigrew

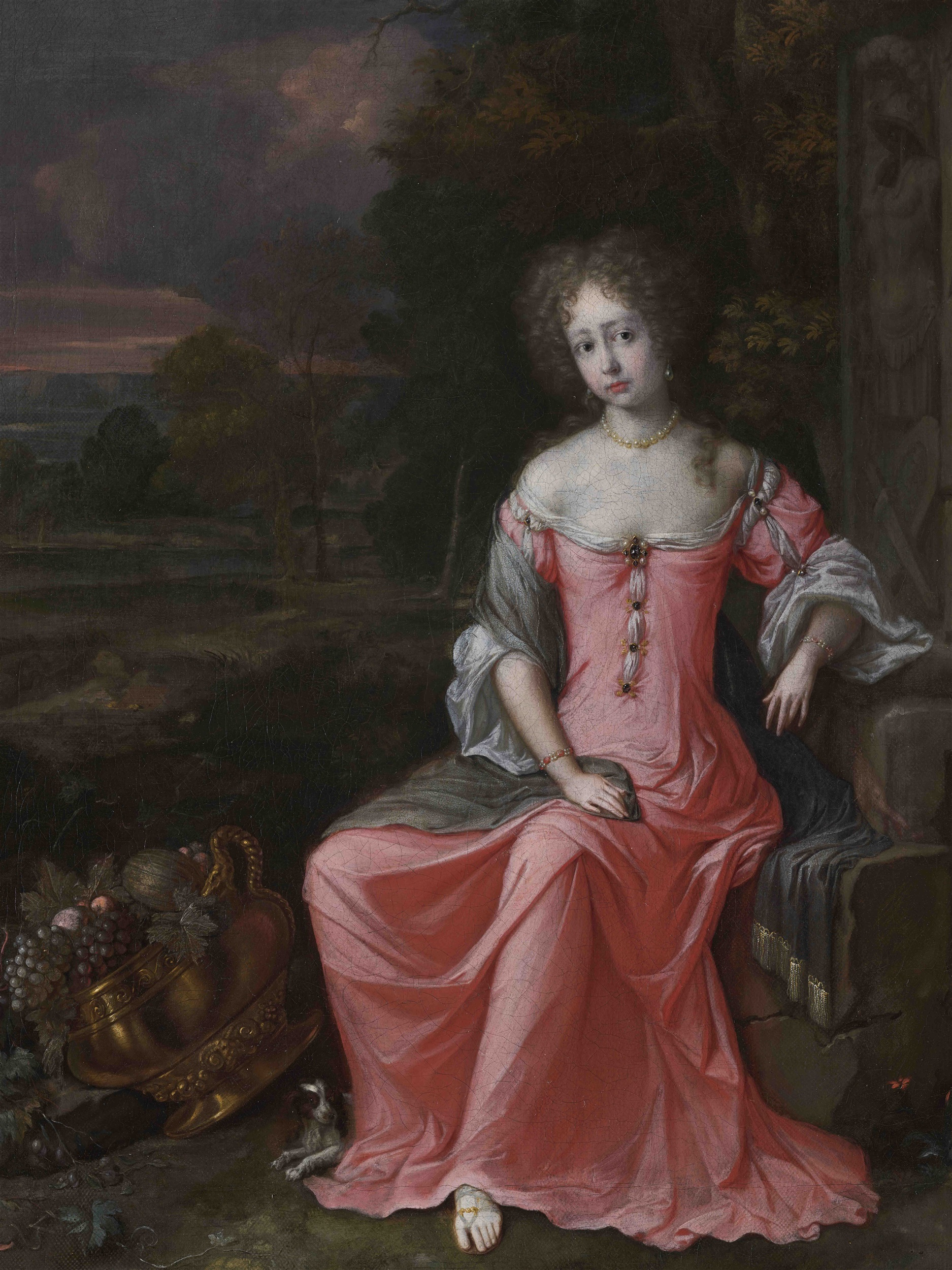
Anne Killigrew (zelfportret)

Anne Killigrew (Londen, 1660 – Westminster Abbey, 16 juni 1685) was een Engels dichteres en kunstschilder, die in het tijdperk van de Restauratie leefde. Zij is in de vergetelheid geraakt, maar werd destijds gevierd voor zowel haar poëzie als haar schilderijen. Haar gedichten zijn bekend uit de bundel Poems, een boekje van 100 bladzijden dat één jaar na haar dood door haar nabestaanden werd uitgegeven. Van haar oorspronkelijke schilderijen zijn er nog drie bewaard. Killigrew was mogelijkerwijze een hofdame van Maria van Modena, maar wordt in geen enkele lijst van hofdames vermeld. Wel staat vast dat de familie Killigrew invloedrijk was en Anne met de hoogste kringen van het hof vertrouwd moet zijn geweest. Haar reputatie als poëet blijkt uit een postume eulogie die John Dryden voor haar schreef en die vooraan in Poems werd opgenomen. Samuel Johnson beschouwde dit lofdicht als het edelste in de Engelse taal.

## Levensloop
De schaarse gegevens die over Killigrews leven bekend zijn, stammen grotendeels van de antiquair Anthony Wood, die haar terloops besprak in zijn standaardwerk Athenae Oxonienses uit 1692; diens informatie werd door latere biografen als Theophilus Cibber overgenomen. In elk geval correspondeerde Wood met haar vader Henry Killigrew, blijkens een brief van Henry die gedateerd is op 4 november 1691. Zij werd kort vóór de restauratie van Karel II geboren in het Londense St. Martin’s Lane. Het jaar 1660 is dus aannemelijk.
Killigrews vader Henry, haar ooms Thomas en William en haar broer Henry junior bekleedden prominente posities aan het hof van de Stuarts en in het openbare leven. Thomas, een succesrijk toneelschrijver en vertrouweling van Karel II, stichtte het gezelschap The King's Company, dat na de Cromwell-periode een belangrijke impuls gaf aan de opleving van het Engelse theater, toen de monarchie hersteld was. Ook Henry Killigrew senior had, als zeventienjarige, een toneelstuk geschreven, The Conspiracy, later hernoemd naar Pallantus and Eudora. William Killigrew was een broer van Henry senior en Thomas; van hem zijn vijf toneelstukken bekend. De jongere Henry Killigrew diende onder Ruprecht van de Palts en werd uiteindelijk admiraal bij de zeemacht. Een andere broer van Anne, James Killigrew, was eveneens marinier.
Henry Killigrew was afkomstig uit Hanworth in Middlesex en behaalde een mastergraad aan het Christ Church-college van de Universiteit van Oxford. In 1642 werd hij tot Divinitatis Doctor benoemd en aangesteld als kapelaan van de jonge Jacobus, hertog van York. Tijdens de Engelse Burgeroorlog bleef hij koning Karel I trouw en na de restauratie werd hij daarvoor beloond doordat de nieuwe koning Karel II hem tot de persoonlijke aalmoezenier van zijn broer Jacobus benoemde. Rond die tijd werd zijn dochter Anne geboren.
De invloedrijke positie van de Killigrews suggereert dat de jonge Anne een degelijke opvoeding genoot. Zij zou goed Latijn en Oudgrieks beheerst hebben; de kwaliteit van haar poëzie, met talrijke verwijzingen naar de antieke mythologie, ondersteunt die bewering. Als lid van de hofentourage had ze wellicht toegang tot de uitgebreide kunstcollectie aldaar, die Karel I verzameld had en die door Karel II werd uitgebreid. Het feit dat Peter Lely haar portretteerde, maakt het waarschijnlijk dat ze diens schilderijen had bekeken. Een fontein op een van haar schilderijen lijkt op de stijl van Lely.

### Hofdame

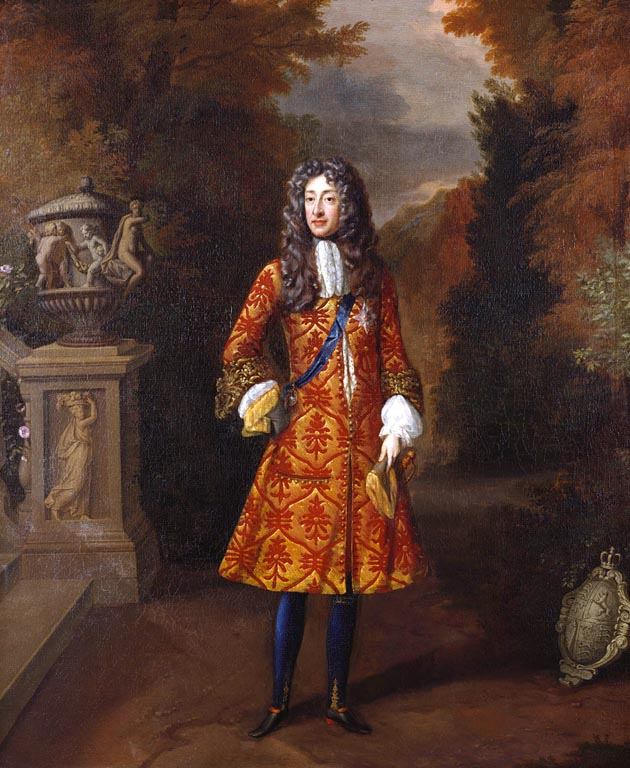
Jacobus II door Anne Killigrew

Traditioneel wordt gesteld dat Anne Killigrew een Maid of Honour van Maria van Modena was: voor zover bekend was het Wood die dit als eerste beweerde. Er is echter geen bewijs voor. Mogelijkerwijze verwarde Wood haar met een andere Anne: de hertogin van Winchilsea, Anne Kingsmill, staat anno 1683 als hofdame geboekstaafd. Van haar is bekend dat zij eveneens gedichten schreef, die zij in 1701 en 1713 als ‘Anne Finch’ publiceerde. Anderzijds sluit dit geenszins de mogelijkheid uit dat ook Anne Killigrew tot de Maids of Honour behoorde. Dat Killigrew en Kingsmill elkaar kenden, is aannemelijk maar valt niet te bewijzen.
Jacobus, hertog van York, bekeerde zich tot het katholicisme en huwde Maria van Modena in 1673. Dit veranderde de officiële anglicaanse instituten niet: doctor Killigrew, Annes vader, bleef hoofd van Jacobus’ privékapel en was daarnaast hoofd van het Savoy-hospitaal van 1663 tot 1697. Karel II stond tolerant tegenover de Katholieke Kerk en had er sympathie voor, ook al dwongen de politieke omstandigheden hem om rigoureuze beperkingen aan katholieken op te leggen. Na de dood van Karel II zou Jacobus als laatste katholieke vorst de troon bestijgen, doch na drie jaar in de Glorious Revolution afgezet worden toen Maria van Modena koningin geworden was en van een katholieke troonsopvolger was bevallen. Dit alles heeft Anne Killigrew niet meer meegemaakt. Op 15 juni 1685 bezweek ze, wellicht op vijfentwintigjarige leeftijd, aan de pokken in de vertrekken van haar vader in Westminster Abbey. Zij werd in het priesterkoor van de Savoy Chapel begraven, die onder leiding van haar vader stond. Haar grafmonument is door een brand verwoest.
Op 2 oktober 1685 werd Poems by Mrs. Anne Killigrew in het Stationer’s Register geregistreerd, met als vermeld jaartal ‘1686’, wellicht in de veronderstelling dat het boek pas het jaar nadien zou verschijnen. De publicatievergunning was op 30 september 1685 door Roger L'Estrange verstrekt. Ten geleide van dit boek staat een gedicht, getiteld ‘On the Death of The Truly Virtuous Mrs. Anne Killigrew who was Related to my (Deceased) Wife’, ondertekend door een zekere ‘E.E.’ Volgens Joseph Hunter was de auteur ‘E.E’ de geestelijke Edmund Elys, die gelegenheidsgedichten en pamfletten schreef. Op welke wijze Elys’ echtgenote verwant was met Anne Killigrew, is niet bekend.
Als Poet Laureate van Karel II moet John Dryden op zijn minst het werk van Killigrew hebben gekend en hij was naar alle waarschijnlijkheid een kennis van haar, gezien zijn regelmatige samenwerking met haar oom Thomas. Omtrent hun persoonlijke relatie kan niets met zekerheid worden gezegd. In elk geval spreekt uit Drydens ode een oprechte waardering voor haar talent.

## Dichtwerken
In de Restauratieperiode circuleerden gedichten veelal in handschriften. Om een boek te publiceren had men een vergunning en bij voorkeur een beschermheer of beschermvrouw nodig, aan wie het boek in ruil voor financiële steun werd opgedragen. In de hofentourage van Karel II verkeerden de zogeheten wits, edelen die dichtwerken schreven en de manuscripten aan elkander doorgaven. Veel van dit materiaal was scurriel en obsceen, maar daarom niet wars van literaire pretenties. De wits ging het niet om het geld: zij spreidden graag hun talenten tentoon en hadden geen behoefte aan een goed verkopend boek. In deze kringen, waarin ook Anne Killigrew circuleerde, was het publiceren van een boek meer uitzondering dan regel.
Het is onbekend wie Poems heeft samengesteld; of alle werken in dit boek van haar hand zijn, is al even onzeker. Op bladzijde 81 staat: „Theſe following Fragments among many more were found among her Papers.” Daarbij blijft in het midden of de daaropvolgende gedichten de hare zijn: vermeld wordt eenvoudigweg dat ze tussen haar paperassen werden aangetroffen.

### Thematiek en vormelijke kenmerken

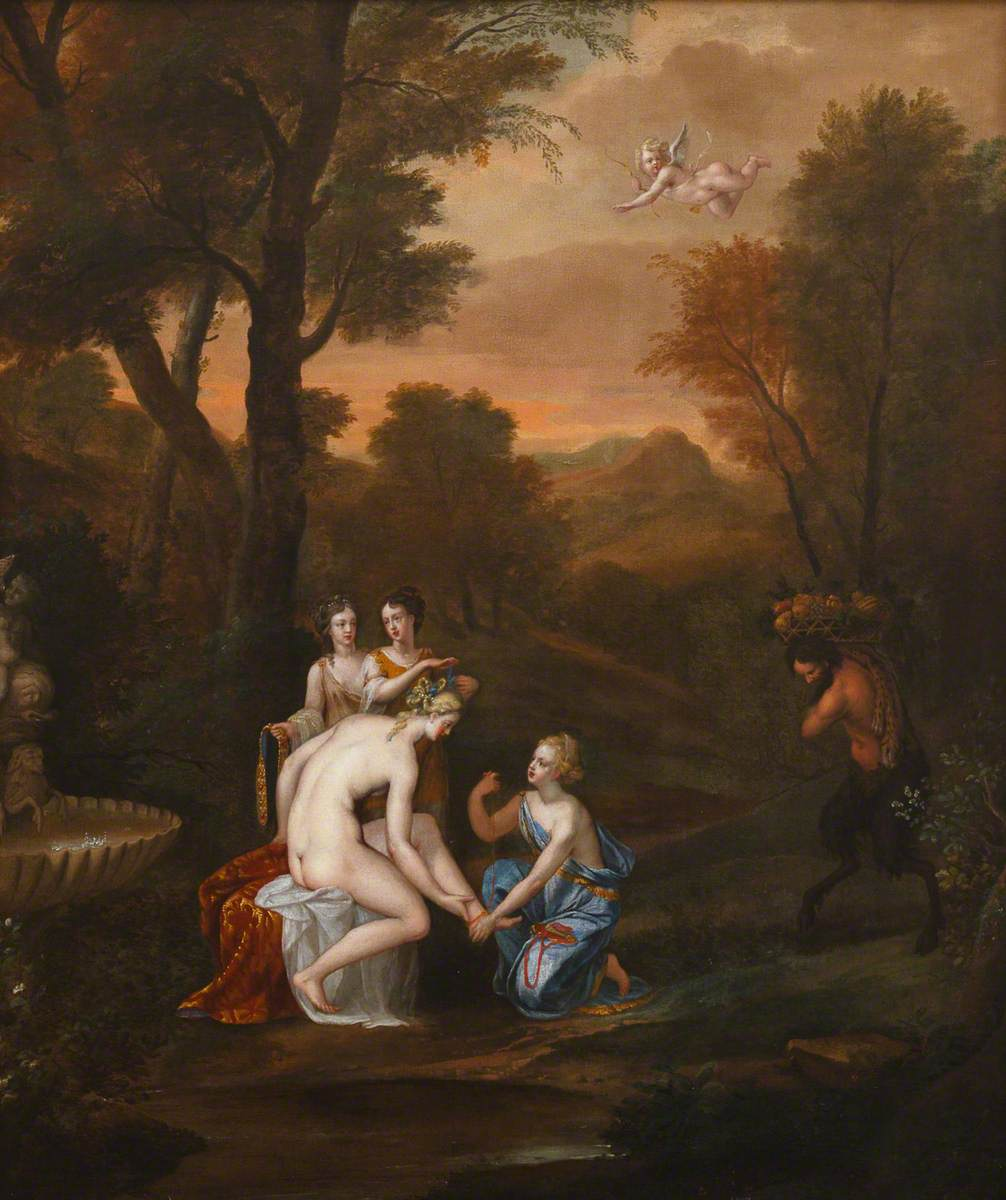
Venus wordt door de Gratiën aangekleed, door Anne Killigrew

Killigrews gedichten bestrijken zowel mythologische als moralistische thema’s. Ze bediende zich dikwijls van pindarische versmaten, een grillige combinatie van versvoeten die in de Engelse barok niet ongewoon was: ook Abraham Cowley en Dryden zelf gebruikten graag Pindariques, teneinde een dichtwerk een nobele gedragenheid te verlenen. Van tijd tot tijd speelde ze hier ook mee, zoals in het begin van The Discontent, waarin ze haar muze oproept onregelmatig te zijn:
Here take no Care, take here no Care, my Muſe,
Nor ought of Art or Labour uſe:
But let thy Lines rude and unpoliſht go,
Nor Equal be their Feet, nor Num’rous let them flow.
The ruggeder my Meaſures run when read,
They’l livelier paint th’unequal Paths fond Mortals tread
De structuur is hier op de eerste regel een jambische pentameter (met een chiasme erin), gevolgd door een jambische tetrameter, met opnieuw een jambische pentameter erachter. Op de vierde regel staat een jambische hexameter, die wederom door een jambische pentameter wordt gevolgd. Op de zesde regel wordt het patroon doorbroken met zes amfibrachen en een bijkomende beklemtoonde lettergreep, of een jambische pentameter, afhankelijk van hoe men livelier en th’unequal uitspreekt; op het woord fond hoort echter een klemtoon. De laatste regel is onregelmatig en illustreert zodoende het argument dat Killigrew in deze verzen uitwerkt: hoe onregelmatiger haar versvoeten zijn, des te levendiger schilderen ze de grillige paden die ‘mensen met een begeerte’ in hun leven bewandelen. Dergelijke kunstgrepen waren in de barok populair, maar illustreren tevens Killigrews onderlegdheid in de vormelijke aspecten van de poëzie.

#### Pastorale gedichten
Sommige van haar dichtwerken hebben een zuiver klassiek thema. Haar eerste probeersel was het gedicht Alexandreis over een ontmoeting tussen Alexander de Grote en Thalestris, koningin der Amazonen. Het is in strakke, rijmende coupletten van jambische pentameters geschreven en wordt bij Thalestris’ begroeting van Alexander afgebroken. Volgens een aantekening in Poems had ze het gedicht opzijgelegd om eerst meer ervaring met dichten op te doen, en het nadien nooit meer afgewerkt. Haar pastorale dialogen dateren van latere datum en hebben een moraliserende ondertoon. In een daarvan tracht de herder Amintor de nimf Alinda te verleiden, maar zij heeft een afkeer van liefde; vervolgens poogt de herder haar te vleien door haar deugd en vroomheid te prijzen, maar daar gaat ze evenmin op in. Tot slot neemt de herder afscheid: „And Bleſſings Thee, / Rare as thy Vertues, ſtill accompany.” Een ander pastoraal gesprek concentreert zich op de wijze oude man Melibæus, die voor een groep toehoorders een pleidooi tegen vrijerijen houdt. Het jonge koppeltje Amira en Alcimedon wil daar niet van horen en noemt hem seniel, maar algauw twisten Amira en Alcimedon, waardoor Melibæus’ punt bewezen wordt. Het thema ‘zich onthouden van liefdesrelaties’ keert geregeld terug in Killigrews gedichten. Men kan speculeren dat zij zich daarmee misschien afzette tegen de promiscue levensloop van Karels libertijnse hovelingen. Uit Killigrews persoonlijke leven is niets overgeleverd over eventuele minnaars of verloofden.
Uit andere gedichten spreekt een soort stoïcijnse filosofie, een onverschilligheid tegenover de menselijke obsessie met geld en reputatie. In An Invective againſt Gold, waarin ze van leer trekt tegen de zucht naar goud, maakt ze een toespeling op Jerobeam I, die ze niet rechtstreeks noemt; ze gaat ervan uit dat de erudiete lezer weet dat Jerobeam een zoon van een zekere Nebat was:
Unhappy Wretch, who firſt found out the Oar,
What kind of Vengeance reſts for thee in ſtore?
If Nebats Son, that Iſrael led astray,
Meet a ſevere Reward at the laſt Day ?

#### Religieuze gedichten
Er wordt niet aan getwijfeld dat Killigrew gelovig was. Een visioen van de hel (Chloris Charmes Diſſolved by Eudora), dat achteraan in het boek is opgenomen, was volgens de redacteurs evenwel geen werk van Killigrew. Killigrew schreef echter ook gelegenheidsgedichten, waaronder een verjaardagsode voor koningin Catharina van Bragança, die een verscheidenheid aan religieuze symboliek vertoont. Op de geboortedag van Catharina is alles zwart en somber, maar een engel kondigt de geboorte van een ‘heilige en koningin’ aan. Killigrew richt zich tot de engel en vraagt waarom we ‘goedheid en zaligheid’ zo zelden in mensen tegenkomen. Die antwoordt dat de hemel het zo wil.
Goodneſs and Bliſs together do reſide
In Heaven and thee, why then on Earth below
Theſe two combin’d ſo rarely do we know?
He said, Heaven ſo decrees: and ſuch a Sable Morne
Was that, in which the Son of God was borne.
De vijfde regel bevat dus een woordspeling. De oppervlakkige lezing luidt: „op deze ochtend werd de zoon Gods geboren”. Son en sun zijn echter homoniemen, en bij nader inzien kan men dit ook lezen als: „op deze ochtend werd Gods zon gedragen”, dat wil zeggen, de zon doorbreekt de duisternis. Catharina van Bragança stond bekend als een erg religieuze koningin: in haar vrome, monogame levenswandel was ze het tegendeel van haar echtgenoot Karel II. Killigrew vergelijkt haar hier met Jezus, een rol die in de 17de-eeuwse iconografie normaliter voor de regerende (mannelijke) vorst was weggelegd.

#### Politieke gedichten
Killigrews gedichten zijn nooit onverbloemd politiek; commentaar op de toestand in de wereld verpakt ze in metaforen. Dit komt bijvoorbeeld tot uiting in een kort werk over haar tante, die eveneens Anne Killigrew heette en in 1641 in de boot van koningin Henriëtta Maria verdronken was: ‘On my Aunt Mrs A. K. Drown’d under London-bridge, in the Queens Bardge, Anno 1641’.
When angry Heav’n extinguiſht her fair Light,
It ſeem’d to ſay, Nought’s Precious in my ſight;
As I in Waves this Paragon have drown’d,
The Nation next, and King I will confound.
Hier wordt de dood van haar tante Anne als een voorteken van de Engelse Burgeroorlog voorgesteld. Haar tante, die als de perfecte hoveling wordt beschreven („So Noble was her Aire, ſo Great her Meen, / She ſeem’d a Friend, not Servant to the Queen”), stierf in een noodlottig ongeval, net voordat Engeland door oorlog verscheurd zou worden. Dat kon in Killigrews ogen geen toeval zijn. Haar meest pessimistische dichtwerk is ‘The Miſeries of Man’, dat levendige beschrijvingen van armoede, ziekte en oorlog bevat. 
And now, methinks, I preſent do behold,
The Bloudy Fields that are in Fame enroll’d,
I ſee, I ſee thouſands in Battle ſlain,
The Dead and Dying cover all the Plain
Wie sneuvelt, is echter beter af dan wie krijgsgevangene wordt, om van de achtergebleven vrouwen en kinderen nog maar te zwijgen:
And who can ſay, when Thouſands are betray’d,
To Widdowhood, Orphants or Childleſs made.
Whither the Day does draw more Tears or Blood,
A greater Chryſtal, or a Crimſon Floud.

#### Gedichten over haarzelf
Onthullend is het gedicht ‘Upon the ſaying that my Verses were made by another’, waarin ze haar verontwaardiging uit over het gerucht dat haar verzen niet de hare zijn en eveneens ingaat op de positie van vrouwelijke dichters.
Embolden’d thus, to Fame I did commit,
(By ſome few hands) my moſt Unlucky Wit.
But ah, the ſad effects that from it came!
What ought t’have brought me Honour, brought me ſhame!
Killigrew had haar gedichten door ‘enkele handen’ laten gaan om te polsen naar hun kwaliteit. Kennelijk konden deze critici niet geloven dat zij die werken zelf geschreven had en beschuldigden ze haar van plagiaat. Verderop in dit gedicht vergelijkt ze zichzelf, misschien met een zweem van jaloezie, met Katherine Philips, de schone Orinda, die in 1664 gestorven was. Philips had succes omdat ze een getalenteerde vrouw was, niet omdat ze aantrekkelijk was en niet ‘ondanks haar vrouwzijn’.
Orinda, (Albions and her Sexes Grace)
Ow’d not her Glory to a Beauteous Face,
[...]
Nor did her Sex at all obſtruct her Fame,
But higher ’mong the Stars it fixt her Name
Dit betoog suggereert dat Killigrew zich als dichteres benadeeld voelde: ze wilde, net zoals Orinda, op haar merites beoordeeld worden.
In sommige gedichten borduurt ze voort op het afwijzen van liefdesrelaties en seksuele geneugten (‘A Farewell to Worldly Joys’), of op de vreugde van het dichten zelf (‘Love, the Soul of Poetry’). Tot slot schreef ze voor zichzelf een grafschrift:
When I am Dead, few Friends attend my Hearse,
And for a Monument, I leave my VERSE.

## Schilderijen

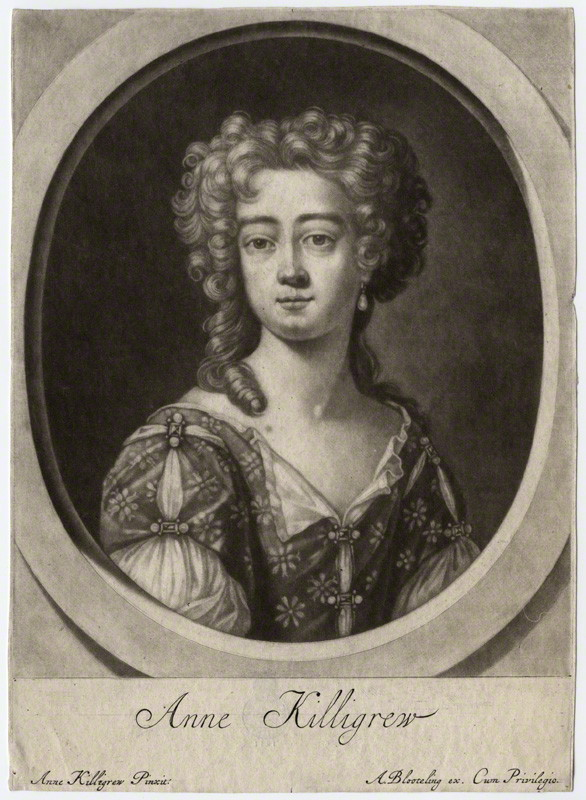
Ets van Bloteling naar een verloren zelfportret

Killigrew schreef begeleidende gedichten bij drie van haar schilderijen, die alle drie verloren zijn. Het ging om mythologische taferelen. Eén schilderij beeldde twee nimfen van Diana af, waarbij de ene zich gereedmaakte op de jacht en de andere baadde. Twee andere schilderijen behandelden het verhaal van Johannes de Doper. Op het eerste hiervan stond de predikant in de wildernis met een lam afgebeeld terwijl een engel aan hem verscheen, op het andere werd zijn hoofd door Salomé aan Herodias getoond.
Ze maakte ten minste twee zelfportretten. Een daarvan toont haar ten voeten uit en bevindt zich in Berkeley Castle in Gloucestershire. Van een ander is het origineel verloren gegaan; het is bekend van een mezzotint naar een gravure door Isaac Beckett, die in het boekje Poems werd opgenomen. Killigrew draagt oorbellen en een fijne jurk met bloemen en decoraties; ze blikt naar rechts. Abraham Bloteling maakte een gespiegelde ets van hetzelfde zelfportret, waarop Killigrew naar links kijkt.
Haar schilderij Venus wordt door de Gratiën aangekleed werd in 1727 door haar broer Henry verkocht. Het origineel was het laatst in 1915 in een privécollectie in Folkestone gesignaleerd en bevindt zich thans in de Falmouth Art Gallery. Deze arcadische compositie vertoont invloeden van de Franse landschapsschilderijen in de stijl van Claude Lorrain, terwijl de felle kleuren van de gewaden op de voorgrond echo’s van Nicolas Poussin verraden. We zien de godin Venus, die zich klaarblijkelijk net gewassen heeft. Een van de drie Gratiën begint Venus’ linker sandaal vast te knopen. Het lichaam van de godheid is langgerekt en gestileerd, zoals een Italiaanse maniëristische figuur. Ter rechterzijde draagt een satyr, misschien de god Pan, een mand met vruchten op zijn hoofd. Het bovenste gedeelte van het schilderij wordt uitgebalanceerd door een zwevende Cupido. De fontein ter linkerzijde van de godin is rijkelijk gedecoreerd met dieren: een jongetje rijdt op de rug van een dolfijn. Venus’ naakte lichaam werd, waarschijnlijk in de preutse 19de eeuw, overschilderd met een gewaad; dit is later weer verwijderd.
Killigrew zou tevens een portret van Maria van Modena geschilderd hebben, dat verloren is gegaan. Wel bewaard is haar portret van Jacobus II, dat in het bezit van de Koninklijke Collectie is en zich in het Noord-Ierse Hillsborough Castle bevindt. Dit portret moet tussen januari en juli 1685 geschilderd zijn, aangezien Jacobus in koninklijke gewaden wordt afgebeeld. De vorst draagt een rode mantel en staat naast de trappen van een terras, met achter hem aan weerszijden een rij bomen en in de verte een heuvel of berg. Rechts van de koning ligt zijn schild. Dit schilderij werd door George IV verworven.
Het portret dat Peter Lely waarschijnlijk van Killigrew maakte, toont haar tijdens het schilderen. Ze draagt een goudgele jurk en een parelhalsketting. Vóór haar bevindt zich een tafel met een doek waarop een gelaat is geschetst, misschien een zelfportret. In haar handen houdt ze een potje of een potloodhouder. Het andere portret van Killigrew, waarop ze eveneens een goudkleurige jurk draagt maar rechtstaand met een hond poseert en naar links wijst, is van een onbekende schilder.

## Waardering

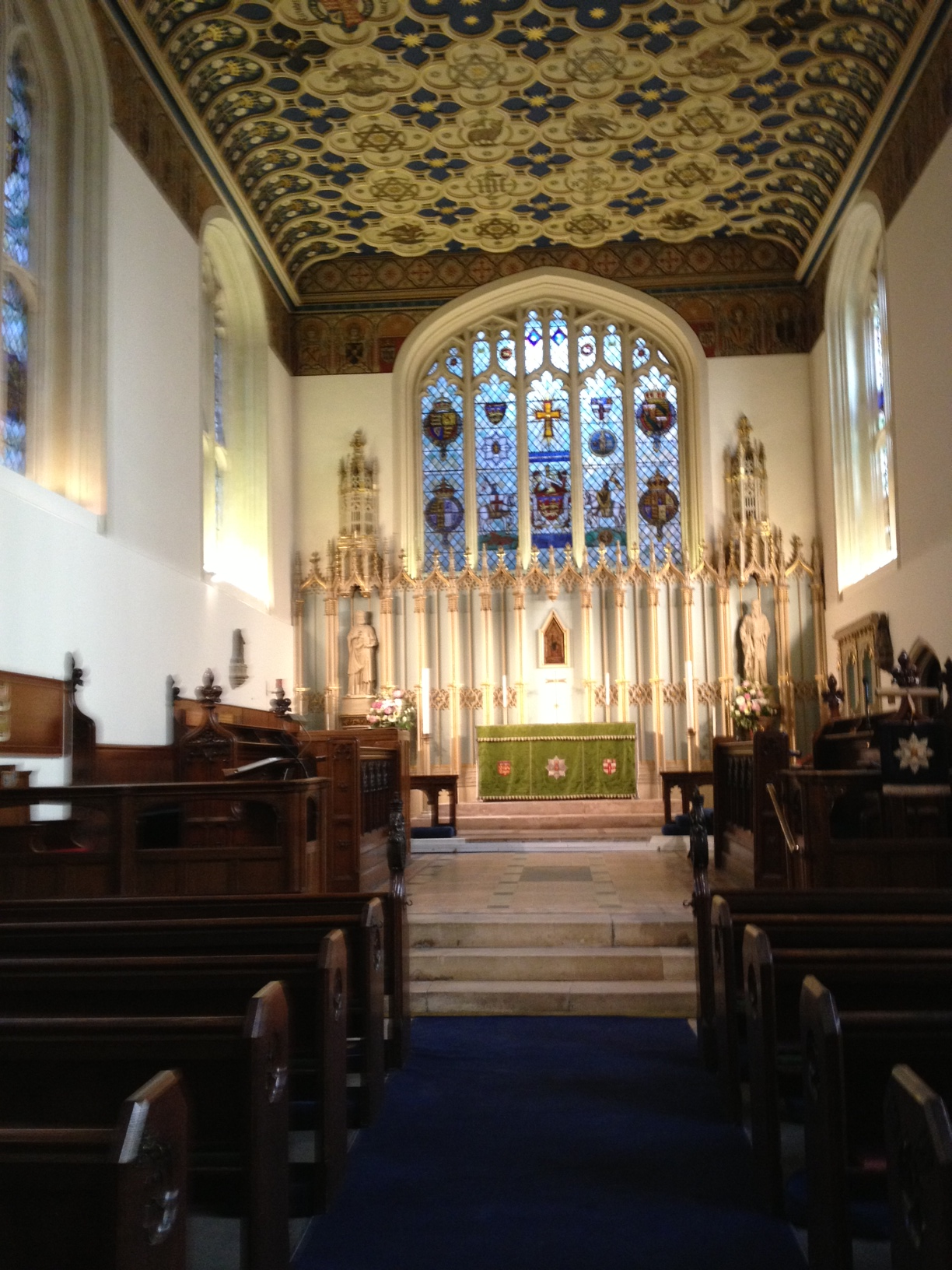
Killigrew werd in de Savoy-kapel te Westminster begraven. Haar grafmonument is verdwenen.

Killigrew stond hoog in aanzien als zowel schilder als dichteres, maar haar reputatie is grotendeels vergeten. Het feit dat ze niet compleet in de obscuriteit belandde, is vooral aan Anthony Wood te danken, die met Henry Killigrew contact opnam voor verdere informatie omtrent zijn dochter. Henry verwees Wood naar het boek met Annes gedichten en voegde daaraan toe dat er geen lof in staat die niet verdiend is, en dat hij zijn dochter een veel belangrijker onderwerp voor de geschiedschrijving dan zichzelf vond. Het Latijnse grafschrift dat uiteindelijk op de marmeren tablet van haar tombe werd gebeiteld, werd eveneens in de bundel Poems opgenomen met een matige Engelse vertaling erbij.
Though much Excellence ſhe did ſhow,
And many Qualities did know,
Yet this alone, ſhe could not tell,
To wit, How much ſhe did excel.
[...]
Thoſe who her Perſon never knew,
Will hardly think theſe Things are true:
But thoſe that did, will More believe,
And higher things of her conceive.
Met andere woorden: Killigrew besefte niet hoe getalenteerd ze was en wie haar niet gekend heeft, zal het waarschijnlijk niet kunnen geloven.
Het bekendste eerbetoon aan Anne Killigrew is echter Drydens ode ‘To the Virtuous Memory Of the Accompliſht Young Lady Mrs Anne Killigrew, Excellent in the two Siſter-arts of Poëſie, and Painting’. Deze eulogie in tien stanza’s is een doorwrocht werkstuk. Dryden beschrijft Killigrew als de ‘nieuwste aanwinst van het paradijs’ en overloopt vervolgens haar carrière. Haar ‘verovering’ van de schilderkunst wordt in haast militaire termen bezongen. In het zesde stanza alludeert Dryden op verloren landschapsschilderijen en stillevens van Killigrews hand:
The Sylvan Scenes of Herds and Flocks,
And fruitful Plains and barren Rocks,
Of ſhallow Brooks that flow’d ſo clear,
The Bottom did the Top appear:
[...]
The Ruines too of ſome Majestick Piece,
Boaſting the Pow’r of ancient Rome or Greece,
Whoſe Statues, Freezes, Columns broken lie,
And though deface’t, the Wonder of the Eie
Dryden besluit zijn eulogie met de voorspelling dat Killigrew op de dag des oordeels voorop zal lopen. Zijn beschrijving van Killigrews schrijftalent verraadt misschien een zekere paternalistische ironie, maar dat is bij Dryden niet ongewoon. Hij was inmiddels een doorgewinterde satiricus en had de neiging ontwikkeld om kritiek in lof te verpakken, zodat die nooit hard aankwam. Zijn oordeel over Killigrews gaven was derhalve niet onvoorwaardelijk, maar wel oprecht:
Art ſhe had none, yet wanted none:
For Nature did that Want ſupply,
So rich in Treaſures of her own,
She might our boaſted Stores defy:
Such Noble Vigour did her Verſe adorn,
That it ſeem’d borrow’d, where ’twas only born.
Dit speelt met de verschillende betekenissen van art. Killigrew had geen ‘gekunsteldheid’, maar ze had geen gebrek aan ‘kunstzinnigheid’, want de natuur zelf voorzag in dat gebrek. Ze bezat van nature een dermate grote schat aan kunsten dat ze ‘ons hele arsenaal’ (dat wil zeggen: de kunstgrepen van ons, geleerde dichters) ermee overtrof. Haar verzen hadden zulk een edele kracht dat ze ‘geleend’ leken, maar ze waren slechts aangeboren.

## Dichtwerken van Anne Killigrew[18]
| 1. Alexandreis                                                                                                   | 14. Herodias’s Daughter preſenting to her Mother St Johns Head in a Silver Charger, alſo Painted by her ſelf           |
| 2. To the Queen                                                                                                  | 15. On a Picture Painted by her ſelf, repreſenting two Nymphs of Diana’s, one in a poſture to Hunt, the other Batheing |
| 3. A Paſtoral Dialogue                                                                                           | 16. An Invective againſt Gold                                                                                          |
| 4. On Death | 17. The Miſeries of Man                                                                                                |
| 5. Firſt Epigram, Upon being contented with a Little                                                             | 18. Upon the ſaying that my Verſes were made by another                                                                |
| 6. The Second Epigram, On Billinda                                                                               | 19. On the Birth-Day of Queen Katherine                                                                                |
| 7. The Third Epigram, On an Atheist                                                                              | 20. To my Lord Colrane, in Anſwer to his Complemental Verſes ſent me under the Name of Cleanor                         |
| 8. The Fourth Epigram, On Galla                                                                                  | 21. The Diſcontent |
| 9. A Farewel to Worldly Joys                                                                                     | 22. A Paſtoral Dialogue                                                                                                |
| 10. The Complaint of a Lover                                                                                     | 23. A Paſtoral Dialogue                                                                                                |
| 11. Love, the Soul of Poetry                                                                                     | 24. On my Aunt Mrs. A. K. drowned under London-Bridge in the Queens Barge, 1641                                        |
| 12. To my Lady Berkley, Afflicted upon her Son my Lord Berkley’s early Engaging in the Sea-Service               | 25. On a young Lady, whoſe Lord was Travelling                                                                         |
| 13. St. John Baptiſt Painted by her Self in the Wilderneſs, with Angels appearing to him, and with a Lamb by him | 26. On the Dutcheſs of Grafton, under the Name of Allinda, a Song                                                      |

### Aangetroffen tussen Killigrews papieren
1. Penelope to Ulyſſes
2. An Epitaph on her Self
3. An Ode
4. Extemporary Counſel, given to a young Gallant in a Frolick
5. Cloris Charms Diſſolv’d by Eudora
6. Upon a Little Lady under the Diſcipline of an Excellent Perſon
7. On the ſoft and gentle motions of Eudora

- Bibliothèque nationale de France: cb14971245g (data)
- CiNii: DA04769736
- Gemeinsame Normdatei: 173352847
- International Standard Name Identifier: 0000 0000 8383 6823
- Library of Congress Control Number: n85035177
- MusicBrainz: 49ad5a86-f1d2-4d0b-8539-7842d7f27784
- Nationale bibliotheek van Australië: 36588995
- Nationale Bibliotheek van Israël: 987007417789305171
- Nederlandse Thesaurus van Auteursnamen: 283052074
- RKD-Nederlands Instituut voor Kunstgeschiedenis: 44347
- Système universitaire de documentation: 13693966X
- Trove: 1308252
- Union List of Artist Names: 500023645
- Virtual International Authority File: 54420623
- WorldCat: E39PBJxmCcryhCfDmKxfHxjHmd